# تشبيك ضوئي متزامن
الشبكات الضوئية المتزامنة (SONET) والهرمية الرقمية المتزامنة (SDH) هي بروتوكولات مداولة معيارية لنقل جداول متنوعة من البتات عبر الألياف البصرية (بواسطة ثنائيات ليزر ضوئية LEDs).
يمكن أيضا نقل المعدلات الأخفض من البيانات عبر واجهات كهربائية. تم تطوير هذين المعيارين لتحل محل نظام الهرمية الرقمية شبه المتزامنة (PDH)والذي كان مستخدما لنقل كميات أكبر من البيانات والاتصالات الهاتفية على نفس شعيرات الألياف البصرية بدون مشاكل.

## معيار SONET

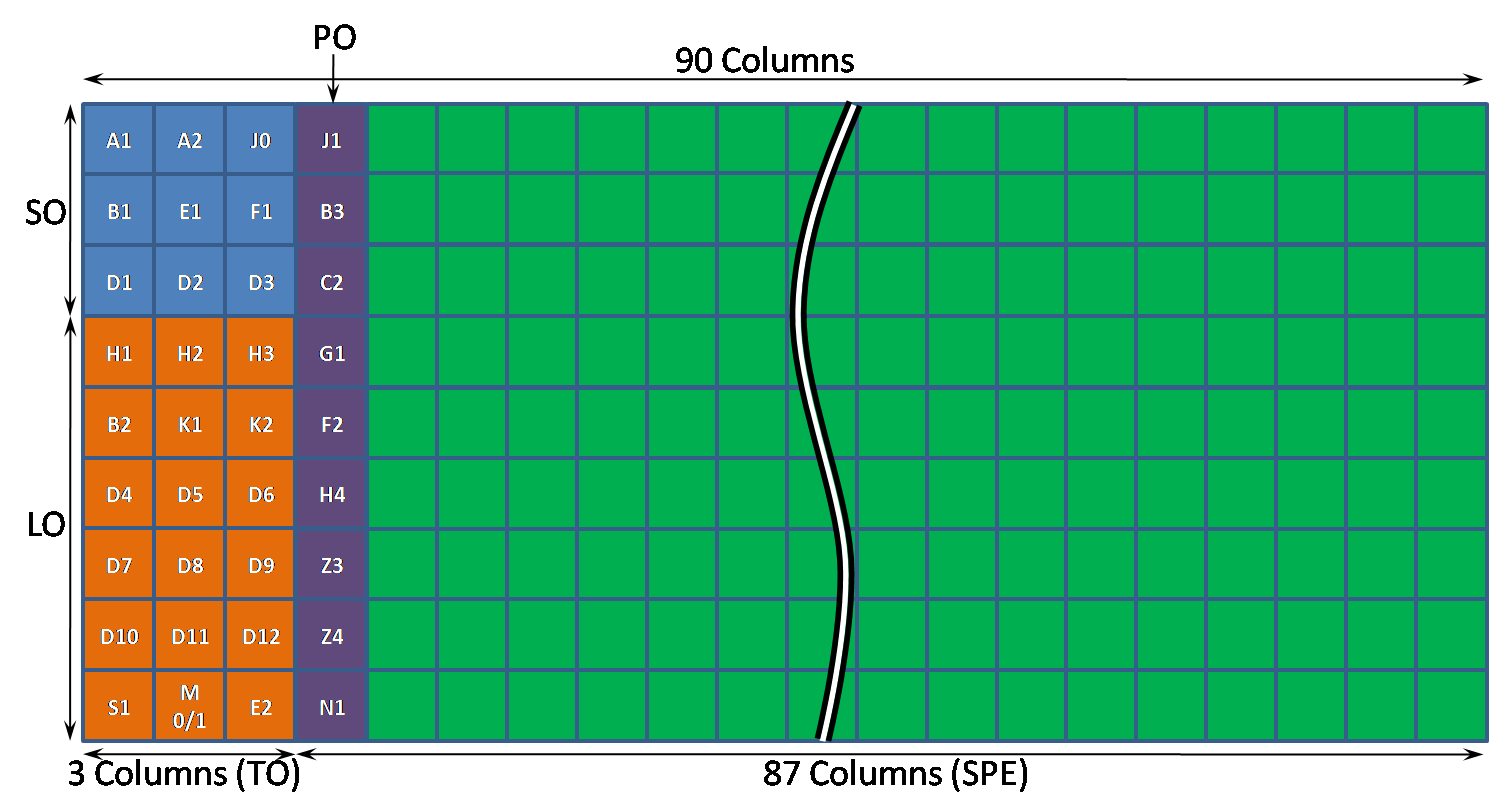
شكل نموذجي للإطار SONET. الرموز الموجودة في الصورة هي:
- Line Overhead، : Section Overhead, TO: Transport Overhead (+), : Payload Overhead, SPE: Synchronous Payload Envelope (+).

تم تطوير معيار Synchronous optical networking في أميريكا في الثمانينات بهدف التوجه نحو هيكلية جديدة من الاتصالات تتمتع بالمزايا الاتية:
- تقليل متطلبات المعدات وزيادة وثوقية الشبكة.
- دعم بايتات إضافية للإدارة وتحليل الأخطاء Payload & overhead bytes
- إعادة تعريف المداولة التزأمنية Synchronous multiplexing للإشارات الرقمية الأساسية والتي عرفت مسبقا في أنظمة DS الأميريكية مثل DS1، DS3 (التي تحدثنا عنها سابقا بالتقسيم الزمني لـ24 مشترك رقمي ومضاعفاته) وبالتالي تسهيل عمليات المداولة في بنية حديثة تعتمد الإضافة والتسليم Add-Drop ومفاتيح الربط المتقاطع الرقمية Cross connect digital switches.
- التوجه لمعايير جديدة قابلة للتوافق مع معايير مختلفة.
- تعريف هيكل جديد مرن قادر على استضافة التطبيقات المستقبلية

يعتمد معيار SONET على تعريف مستويات حوامل بصرية Optical Carriers (OC) والتي يجب أن تكون مكافئة لمثيلاتها الكهربائية Synchronous Transport Signals وذلك من أجل نقلها بالألياف البصرية أو الضوئية.
يبدأ هذا التعريف من مستوى OC-1 والذي يكافئ STS-1 ومعدل نقل البيانات فيه 51.84 ميغابت في الثنانية. بعد ذلك يتم توليد مستويات أعلى بالمضاعفات OC-3، OC-12، OC-48، OC-192 و OC-768 حيث أن الرقم يعني أن معدل البيانات يرتفع بمقدار 51.84 مضروبا في الرقم تماما ولهذا السبب سميت بالتزأمنية وهي مزية تجعل من السهولة بمكان إضافة وسحب البيانات دون الحاجة لتعقيدات الفك والدمج وإعادة المعالجة.

### اشتقاق المعدل OC-1
اقتضى الاتفاق على إنشاء هيكلة مكونة من بايتات توزيعها بشكل مصفوفة مكونة من 90 عمود و9 صفوف لتشكل في مجملها ما نسميه إطار الحامل الضوئي ذو المستوى 1. اتفق أيضا على التعريف الأساسي لسرعة الإطار بحيث يكون هنالك 8000 إطار في الثانية الواحدة (هذا يعني أن الزمن اللازم لكل إطار هو 125 ميكروثانية)، ولما كانت سعة الإطار هي 810 خلية وكل خلية تمثل بايت واحد أي 8 بتات فيصبح معدل البيانات هو 8000 إطار\ثانية × 810 بايت\إطار × 8 بت\بايت =51840000 بت في الثانية الواحدة أي 51.84 ميغابت في الثانية الواحدة.
من غير الممكن السماح بنقل 51840000\64000 مشتركا رقميا أي 810 مشترك أو قناة هاتفية والسبب هو الحاجة لحشو بيانات إضافية تعرف عدد القنوات العاملة وعناوينها (المصدر والوجهة) وكذلك بتات الإدارة الرئيسية للنقل التراسلي. من ناحية أخرى كان الهدف الرئيسي هو جعل هذا المعيار متوافقا مع المستويات الأعلى من القناة الهاتفية أمثال DS1 الأمريكي وE1 الأوروبي وكذلك دعم النقل اللاتزامني في بروتوكول ATM.
يستطيع STS-1 التعامل مع مخازن افتراضية (دوائر هاتفية) Virtual Trunks VTs متنوعة وذلك حسب نوع الواجهة المراد التعامل معها (هل هي مثلا واجهة المشترك الرقمي DS-1 أم E1 أم واجهات مضاعفاتها). هذه المخازن هي:
- VT 1.5: بمعدل بيانات 1.728Mbps أي أنها قادرة على استضافة واجهات DS-1 والتي معدلها 1.544Mbps.
- VT2: بمعدل بيانات 2.304Mbps أي أنها قادرة على استضافة واجهة النظام الأوروبي E1 ذات المعدل 2.048Mbps
- VT3: بمعدل 3.456Mbps
- VT6 : بمعدل 6.912Mbps وهي مناسبة لواجهات DS-2 الأميريكية ذات المعدل 6.312Mbps

على هذا الأساس يستطيع OC-1 استيعاب ما مقداره 28 واجهة DS-1 (أي 672 قناة هاتفية) أو واجهة واحدة من DS-3 (لأن معدل بياناتها 44.736Mbps) أو 21 واجهة من E-1 الأوروبية (أي 630 مشترك رقمي أو قناة هاتفية)

## معيار SDH

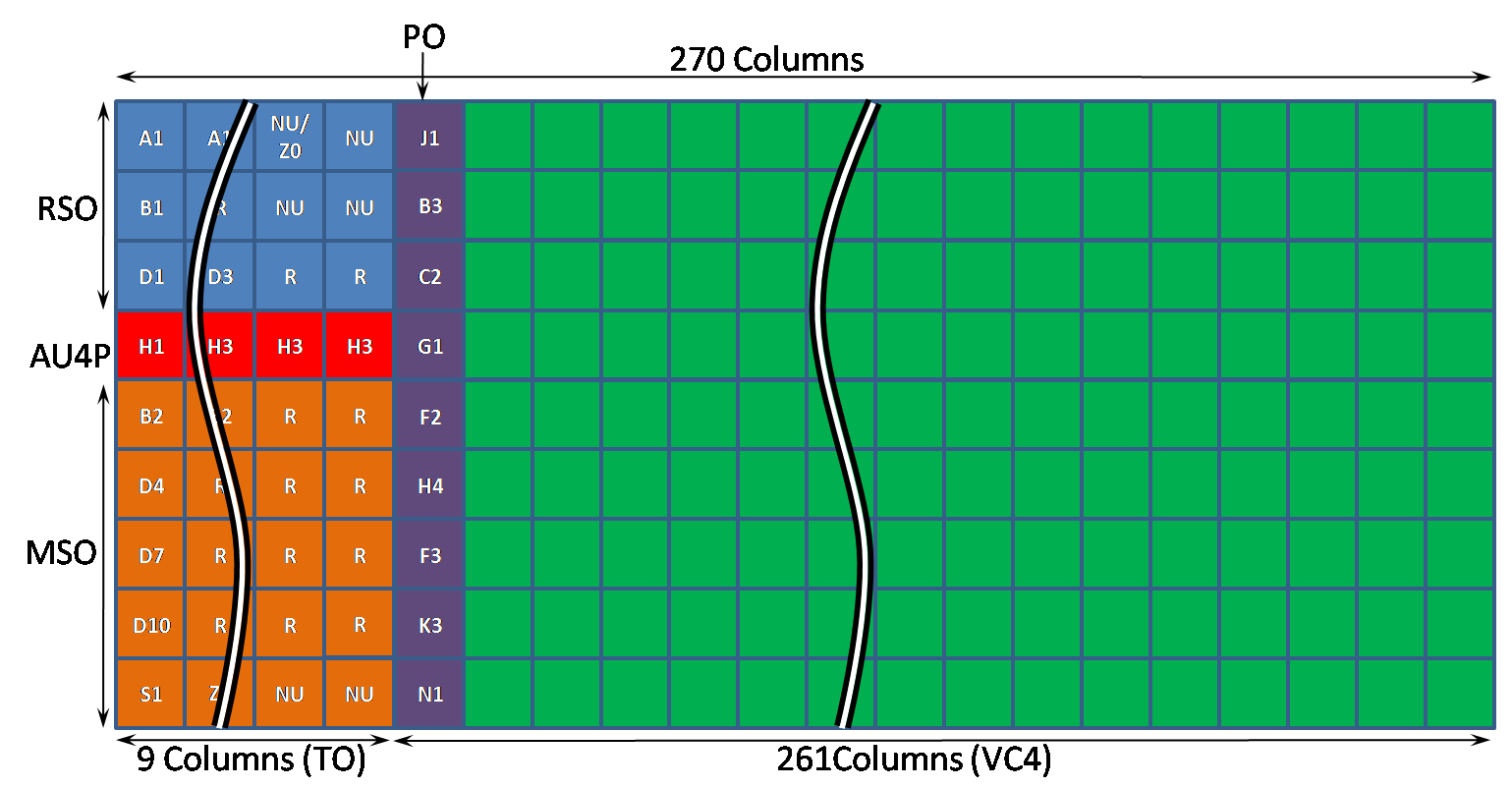
إطار SDH، الرموز الموجودة في الصورة هي:
- Multiplex Section Overhead، : Regeneration Section Overhead, : AU-4 Pointers، TO: Transport Overhead (+ +), : Path Overhead, VC-4: Virtual Container-4 (+).

تلى المعيار السابق SONET معيار آخر طور في أوروبا في أوائل التسعينات هو Synchronous Digital Hierarchy وبشكل مشابه إلى حد كبير في الأهداف والبنية إلا أنه يبدأ من مستوى مضاعف 3 مرات من OC-1 في مستويات SONET ثم يتضاعف هذا المستوى في مستويات جديدة بمضاعفات رباعية أي STM-1, STM-4, STM-16, STM-64, وSTM-256.
يبدأ أول مستوى في معيار SDH بـSTM-1 وبمعدل بيانات 155.52Mb/s أي تماما ثلاثة أضعاف STS-1. تم اشتقاق هذا المستوى بطريقة شبيهة لمستوى STS ولكن بتقسيم إطار SDH إلى 270 عمود × 9 صفوف أي 2430 بايت وبالتالي يكون المعدل هو 8000 إطار\ثانية × 2430 بايت\إطار × 8بت\بايت.

## معيار PDH
كان هذا المعيار متعارف عليه قبل ظهور المعايير السابقة ولكن تم التخلي عنه بفضلها. يستعمل هذا المعيار الألياف الضوئية أيضا ولكن بشكل شبه متزامن وبقدرة استيعابية تبدأ من 64 واجهة E-1 أوروبية أي بمعدل بيانات حوالي 140 Mbps وأخرى مضاعفة أربع مرات أي حوالي 565 ميغابت في الثانية.
تتميز المعايير SONET وSDH في قدرتها على استضافة هذا المعيار أيضا.

## النوافذ الضوئية
تعرف النافذة الضوئية Window بأنها المنطقة ذات الطول أو الأطوال الموجية التي يكون مقدار التوهين عند أدنى مستوياته (نقاط صغرى محلية). توجد حاليا أربع نوافذ ضوئية عند الأطوال الموجية 830 نانومتر-nm و1310nm و1550nm و1625nm وصممت كل من الألياف الضوئية والليزرات المرسلة وإجهزة الاستقبال لتعمل في هذه النوافذ بشكل خاص (خصوصا في الألياف البصرية ذات النموذج الفردي Single mode fiber).

## مستقبل SDH/SONET
ما زال المعياران يشكلان ثورة تقنية في نقل المعلومات حتى اليوم. إلا أن الآمال في رفع معدلات النقل فوق 40Gbps تعقدت أكثر، الأمر الذي أدى للتفكير في استغلال النطاق الترددي العريض للإرسار الضوئي (يطلق عليه النطاق الموجي بالنسبة للضوء). لهذا ظهرت توجهات جديدة نحو المداولة بتقسيم الطول الموجي WDM وDWDM والتي تسمح بإرسال بيانات متوازية بأطوال موجية مختلفة على نفس قناة الألياف الضوئية كما أن هذه المزية تسمح أيضا بالإرسال والاستقبال على نفس الشعيرة دون تداخل (على عكس الإرسال عبر أجهزة SDH وSONET والتي كانت معتمدة أصلا على تخصيص طول موجي واحد في القناة).